# Liste der Stolpersteine in Remscheid

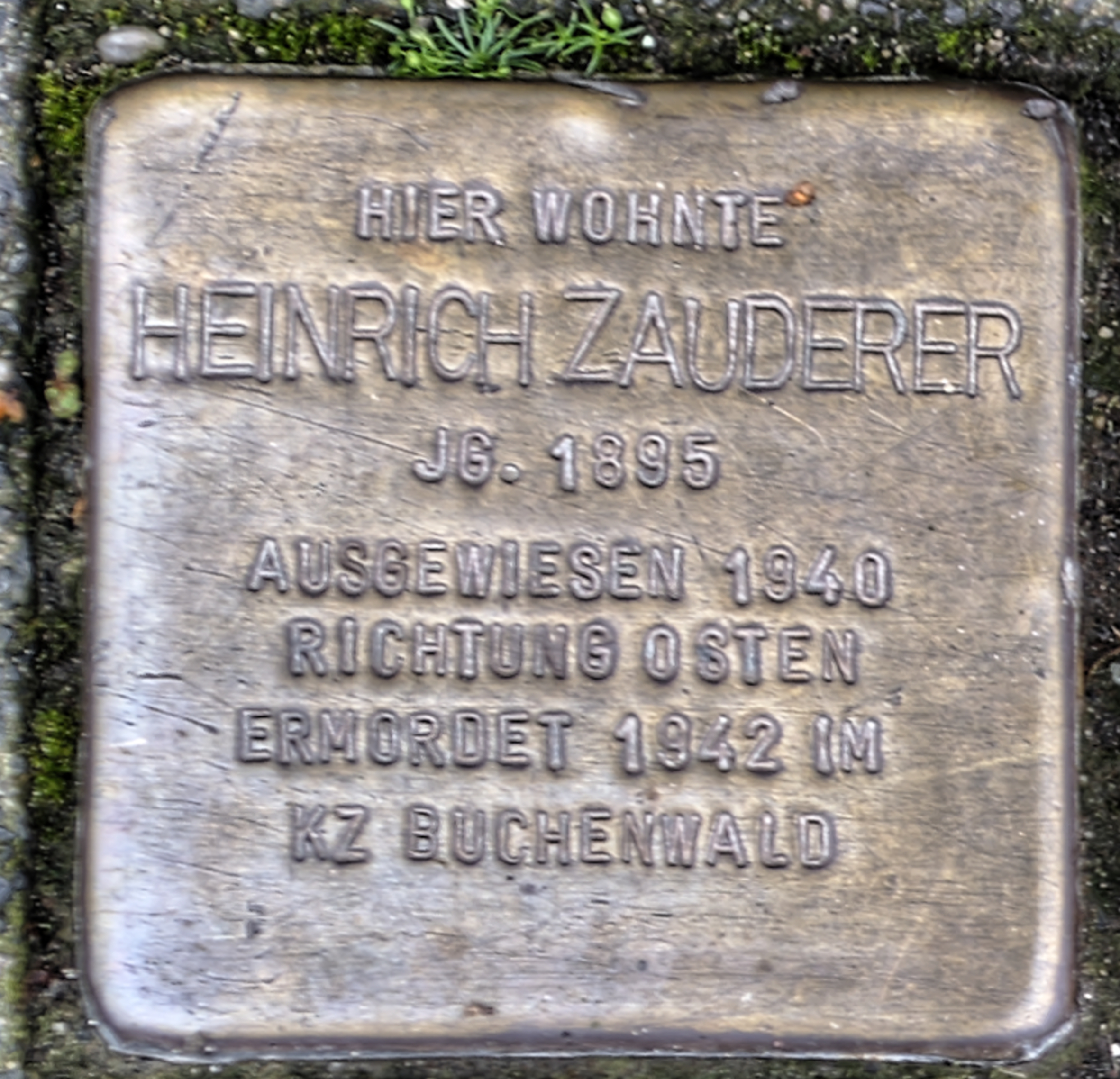
Ein Stolperstein in Remscheid

Die Liste der Stolpersteine in Remscheid enthält 180 Stolpersteine, die im Rahmen des gleichnamigen Kunst-Projekts von Gunter Demnig in Remscheid verlegt wurden. Mit ihnen soll an Opfer des Nationalsozialismus erinnert werden, die in Remscheid lebten und wirkten.

## Die Listen im Überblick
Die Liste der Stolpersteine in Remscheid wurde wegen ihrer Größe in die einzelnen Stadtteile aufgeteilt:
- Liste der Stolpersteine in Remscheid-Mitte
- Liste der Stolpersteine in Remscheid-Lennep
- Liste der Stolpersteine in Remscheid-Lüttringhausen

Unterhalb der Listen befindet sich die Legende für die Begründung der Verfolgung. Es wurden bisher 180 Stolpersteine verlegt.